# Proces nacionalne reorganizacije
Proces narodne reorganizacije ( špa. El Proceso de Reorganización Nacional ) naziv je za paket socijalnih i ekonomskih mjera i politika koje su se provodile tijekom vojne diktature u Argentini između 1976. i 1983. Dana, 24. ožujka 1976. godine dolazi do državnog udara kojim je svrgnuta demokratska vlada Marije Estele Martínez de Perón i na njeno mjesto doveo vojnu huntu na čijem čelu su se nalazili zapovjednici tri roda vojske: Jorge Rafael Videla  ( pješaštvo ), Emilio Edurardo Masera  (mornarica) i Orlando Ramón Agosti (zrakoplovstvo).
Pored užasne ekonomske krize i rata za Falklande, vojna diktatura je također rezultirala u desetinama tisuća otetih, mučenih, ubijenih, kao i nestalih ili izgnanih.
Točan broj nestalih još uvijek nije utvrđen: prema organizacijama za ljudska prava, taj broj se procjenjuje na 30.000; Nacionalna komisija za nestale osobe (šp. Comisión Nacional sobre la desaparición de Personas - CONADEP ) dokumentirala je 8.961 slučaj; do 2007. godine, Podsekretarijat za ljudska prava ima oko 15.000 registriranih žrtvi diktature. Među žrtvama se nalaze i djeca, čiji se broj procjenjuje između 250-500. Mnoga od te djece su bila usvojena pošto im se identitet izbrisao, s obzirom na to da su bila djeca nestalih. Postoji organizacija koja se zove Bake sa Svibanjskog trga (špa. Abuelas de Plaza de Mayo), koja se bavi traženjem i identificiranjem te djece. Do siječnja 2007. pronađeno je njih 85. Između 1976. i 1983. godine funkcioniralo je oko 610 tajnih zatvora. Zatvorenici, nakon što su bili zvjerski mučeni, ubijani su u tzv. letovima smrti (šp. vuelos de la muerte), pri kojima su bili drogirani i bacani iz vojnih zrakoplova u more. U svim slučajevima, umirali su od utapanja.
Godine 1984. Nacionalna komisija za nestale osobe (šp. Comisión Nacional sobre la desaparición de Personas - CONADEP) je istraživala zločine protiv čovječnosti koji su bili počinjeni tijekom Procesa. Rezultat te istrage je čuveno izvješće pod imenom Nikad više (šp. Nunca Más).
Jorge Rafael Videla, Emilio Edurardo Masera i Orlando Ramon Agosti bili su izvedeni pred sud i osuđeni na doživotnu robiju zbog zločina počinjenih tijekom vojne diktature 1984. godine. Drugi odgovorni su također bili izvedeni pred sud i osuđeni kako u Argentini tako i u drugim zemljama. Procesi su trajali oko deset godina nakon događaja. Carlos Menem, argentinski predsjednik između 1989. i 1990., pomilovao je sve osuđene za zločine tijekom ove vojne diktature.
Dana, 25. travnja 2007. argentinski vrhovni sud je opozvao ovo pomilovanje, proglasio ga protuustavnim, i ponovno stavio na snagu presude protiv čovječnosti iz 1984. godine. Jorge Videla je 13. listopada 2008. godine prebačen iz kućnog pritvora u zatvor na izdržavanje doživotne kazne. Nakon pet godina, 5. srpnja 2012. godine, argentinski sud osudio ga je na 50 godina zatvora zbog naredbe o otimanju i odvajanju 500 beba od porodica ljevičarskih političkih disidenata koji su bili nezakonito uhićeni i zatvarani tijekom njegove vladavine u Procesu narodne reorganizacije.